# ГЕС Вальпеллін
ГЕС Вальпеллін (італ. Valpelline) – гідроелектростанція на північному заході Італії, в регіоні Валле-д'Аоста біля кордону з Францією та Швейцарією. Знаходячись перед ГЕС Синьяїес, становить верхній ступінь каскаду на річці Бутьєр, яка дренує південний схил Пеннінських Альп та впадає зліва у Дора-Бальтеа (через По відноситься до басейну Адріатичного моря).
Введена в експлуатацію у 1958 році, ГЕС Вальпеллін використовує ресурс, поданий з двох напрямків:
- на північний схід від неї у верхів'ї Бутьєр в 1961-1965 роках спорудили бетонну арково-гравітаційну греблю Плаче-Моулін висотою 155 метрів, довжиною 678 метрів та товщиною від 6,4 до 47 метрів, яка утримує 93 млн м3.[1] Окрім прямого притока, до сховища по системі довжиною біля 10 км перекидається вода зі ще шести водозаборів;
- на північний захід від станції створено водозабір на Олломон (права притока Бутьєр).

Від Плаче-Моулін через правобережний гірський масив прямує дериваційний тунель довжиною 14,4 км, який приймає додатковий ресурс із потоків Гранд-Камен, Верт-Тцан і Крêте-Секе. Неподалік від станції він стрічається з тунелем від Олломон, котрий має довжину 5,5 км та на своєму шляху поповнюється із потоку Аккуе-Б'янке. Безпосередньо до машинного залу, розташованого неподалік впадіння Олломон в Бутьєр, вода подається через напірний водогін довжиною 2 км та діаметром від 2 до 1,7 метра.
Основне обладнання станції становлять  дві турбіни типу Пелтон загальною потужністю 130 МВт, які працюють при напорі у 962 метри. Відпрацьована вода надходить у тунель, який прямує далі до ГЕС Синьяїес.